# حقيلة باهتة
حقيلة باهتة نوع من الحقيلة. منبتها الشرق الأدنى. شمراخها يعلو من 10 إلى 20 سم. أوراقها منبسطة مقطومة الأطراف تطول من 15 إلى 30 مم. وتعرض نحو 8 مم. ازهرارها عنقودي التجميع. أزهارها صغيرة القد بيضاء باهتة مسننة البتلات المندغمة في زاميها الأول والثاني. تنويرها يستمر من حزيران إلى تموز.